# Sam Wolstenholme
Samuel Wolstenholme, detto Sam (Little Lever, 16 marzo 1877 – Bolton, 20 ottobre 1945), è stato un calciatore e allenatore di calcio inglese, di ruolo difensore.

## Carriera

### Giocatore
Iniziò la propria carriera professionistica tra le file dell'Everton, con cui rimase per 7 stagioni totalizzando 160 presenze in campionato. Nell'estate del 1904 venne acquistato dal Blackburn Rovers, rimanendoci poi per le successive quattro stagioni. Dopo una parentesi annuale al Croydon Common, nel 1909 firmò per il Norwich City. Terminò la propria carriera agonistica nel 1913 dopo una breve parentesi al Chester City.

### Allenatore e prigionia in Germania
Appena dopo il suo ritiro dall'attività agonistica, decise di intraprendere la carriera manageriale andando a cercare un posto in panchina in Germania. Lo ottenne finalmente nella primavera del 1914, quando venne dichiarato nuovo tecnico della Norddeutscher Fußball-Verband (Federazione calcistica della Germania settentrionale). Tuttavia, durante questo suo incarico, scoppiò la Prima guerra mondiale, venendo successivamente imprigionato all'interno del campo di internamento di Ruhleben. Assieme a lui vennero internati altri ex giocatori del calibro di Frederick Pentland e Steve Bloomer, ex nazionali inglesi, passando per l'ex nazionale tedesco Edwin Dutton e gli ex Everton John Cameron e John Brearley.
Wolstenholme era un membro d'eccellenza della Ruhleben Football Association, nata proprio all'interno del campo e che organizzò svariate organizzazioni sportive facendo partecipare più di 1.000 persone. Nel luglio del 1916 giocò una gara tra un undici titolare rappresentativo dello Yorkshire contro un'altra squadra rappresentativa del Lancashire. Tuttavia, dopo esser stato rilasciato, tornò ad allenare assumendo un incarico sulla panchina del Gimnástica de Torrelavega. Lasciò il club nel 1926 ritirandosi definitivamente dalle attività calcistiche.

## Palmarès

### Giocatore

#### Competizioni nazionali
- Torneo Interbritannico: 2

1904; 1905